# CF Internacional de Madrid
CF Internacional de Madrid, ook wel bekend als Inter de Madrid was een Spaanse voetbalclub uit Boadilla del Monte in de provincie Madrid.

## Historie
De club werd opgericht in 2002 door een groep zakenlui. De club begon in de achtste klasse en thuiswedstrijden werden in Orcasitas gespeeld, een wijk van Madrid. Ze wonnen al hun wedstrijden, scoorden 187 keer en kregen slechts 25 tegengoals. Ook het volgende seizoen slaagde de club erin te promoveren. Na een aantal jaren in de Regional Preferente slaagde de club er in 2010 door te stoten naar de nationale reeksen en ging in de Tercera División spelen, de vierde klasse. De club verhuisde nu naar Moraleja de Enmedio, buiten de stad Madrid. 
De club eindigde wisselend in de middenmoot en de subtop. In 2016 verhuisde de club naar Boadilla del Monte. In 2018 werd de club kampioen en promoveerde zo naar de Segunda División B. 
In juni 2020 werden Thibaut Courtois en Borja Iglesias hoofdaandeelhouders van Dux Gaming.  Dit bedrijf had de club volledig in zijn portefeuille.  Vanaf seizoen 2020-2021 zou de ploeg zich ook DUX Internacional de Madrid gaan noemen.
Bij het begin van het seizoen 2022-2023 leidde het RFEF de procedure in om de ploeg te schrappen. De ploeg had nog de mogelijkheid om zijn argumenten te laden gelden en daarom heeft de RFEF in dezelfde resolutie e maatregel genomen om de inschrijving van de club voorlopig te schorsen en de wedstrijd, die de ploeg de volgende dag zou spelen tegen Deportivo La Coruña, uit te stellen totdat de definitieve beslissing over het dossier is genomen.  Aangezien er geen oplossing kwam, stopte de ploeg alle competities.

## Seizoen per seizoen
| Season  | Tier | Division | Place   | Copa del Rey |
| ------- | ---- | -------- | ------- | ------------ |
| 2002/03 | 8    | 3ª Reg.  | 1ste    |              |
| 2003/04 | 6    | 1ª Reg.  | 1ste    |              |
| 2004/05 | 5    | Pref.    | 13de    |              |
| 2005/06 | 5    | Pref.    | 4de     |              |
| 2006/07 | 5    | Pref.    | 8ste    |              |
| 2007/08 | 5    | Pref.    | 8ste    |              |
| 2008/09 | 5    | Pref.    | 3de     |              |
| 2009/10 | 5    | Pref.    | 2de     |              |
| 2010/11 | 4    | 3ª       | 6de     |              |
| 2011/12 | 4    | 3ª       | 6de     |              |
| 2012/13 | 4    | 3ª       | 11de    |              |
| 2013/14 | 4    | 3ª       | 5de     |              |
| 2014/15 | 4    | 3ª       | 7de     |              |
| 2015/16 | 4    | 3ª       | 16de    |              |
| 2016/17 | 4    | 3ª       | 9de     |              |
| 2017/18 | 4    | 3ª       | 1ste    |              |
| 2018/19 | 3    | 2ªB      | 14de    | Eerste ronde |
| 2019/20 | 3    | 2ªB      | 8ste    |              |
| 2020/21 | 3    | 2ªB      | 3de/5de | Eerste ronde |
| 2021/22 | 3    | 1ªRFEF   | 14de    | Eerste ronde |